# Mario Pinedo
Mario Daniel Pinedo Chore (La Paz, 9 aprile 1964) è un ex calciatore boliviano, di ruolo centrocampista.